# Андрюс Гедгаудас
Андрюс Гедгаудас (лит. Andrius Gedgaudas; 18 вересня 1978, Каунас, Литовська РСР, СРСР) — колишній литовський футболіст, півзахисник.

## Біографія

### Клубна кар'єра
Першим професійним клубом Андрюса був «Атлантас». Пізніше грав за польський «Відзев». Після чого повернувся на батьківщину, де грав за «Атлантас».
З 2001 року по 2002 рік грав у донецькому «Металурзі», після чого недовго виступав за вірменський «Спартак» (Єреван).
У 2003 році перейшов в «Каунас». За підсумками чемпіонату Литви 2004 «Каунас» став чемпіоном, а Гедгаудаса визнали кращим гравцем турніру, він набрав у голосуванні Литовської футбольної федерації 229 очки, і випередив Повіласа Лукшиса і партнера по команді Мантаса Савенаса. Потім грав у клубах «Том», «Атлантас» та «Інтер» (Баку). 
У сезоні 2008/09 грав за німецький клуб «Райн-ам-Лех», а наступний сезон розпочав в іншій нижчоліговій німецькій команді «Мертінген».
2010 року повернувся на батьківщину, де виступав за ряд місцевих клубів, а 2011 року ще раз недовго пограв у нижчих лігах Німеччини за «Донауверт».

### Кар'єра в збірній
Виступав за юнацьку збірну Литви до 19 років і молодіжну збірну.
У складі збірної Литви грав з 2003 року по 2007 рік, провів 12 матчів і забив 1 гол.

## Досягнення

### Командні
- Чемпіон Литви (1): 2004
- Срібний призер чемпіонату Азербайджану (1): 2009/10
- Фіналіст Кубка Азербайджану (1): 2008/09

### Особисті
- Кращий гравець чемпіонату Литви (1): 2004